# محمد الأمين صيف
محمد الأمين صيف (مواليد 28 يوليو 1962-) دبلوماسي وسياسي قمري، شغل منصب وزير خارجية جزر القمر في الفترة ما بين 2017 و 2020، وسفير لدى مصر وممثل دائم في جامعة الدول العربية (1995-1998). وعين نائباً لوزير الخارجية مكلفاً بالعالم العربي من قبل الرئيس محمد تقي عبد الكريم عام 1998. أصبح أول وزير للخارجية عام 1999، عقب الانقلاب العسكري الذي قام به غزالي عثماني.
استقال لفترة وجيزة في يناير 2002، إلى جانب غزالي عثماني، لإفساح المجال أمام حكومة انتقالية، ولكن أعيد تعيينه بعد بضعة أشهر عندما فاز عثماني بالانتخابات واستعاد السلطة. خسر منصبه مرة أخرى في يوليو 2005 خلال تعديل وزاري في مجلس الوزراء. وبعد التعديل، تم تعيين السيد صيف سفيرا وممثلا دائما لجزر القمر لدى الأمم المتحدة في نيويورك (أبريل 2006). وعمل سابقًا في الحكومة عضوًا برلمانيًا، ووزيرًا للخارجية والتعاون، ووزير دولة مسؤولًا عن التعاون، وسفيرًا لدى مصر، وممثلًا دائمًا لجامعة الدول العربية، ومستشارًا لرئيس جزر القمر.
وحاليًا يعمل في إدارة الأمم المتحدة لعمليات السلام. ويشغل منصب رئيس مكتب بعثة الأمم المتحدة المتكاملة المتعددة الأبعاد لتحقيق الاستقرار في مالي، وكان على التوالي رئيس مكتب الاتصال للعملية المختلطة في الخرطوم ورئيس المكتب في جنوب وشمال دارفور (العملية المختلطة) منذ أبريل 2011.
عُيّن صيف مبعوثًا خاصًا للاتحاد الأفريقي إلى الصومال ورئيسًا لبعثة الاتحاد الإفريقي الانتقالية في الصومال (أتميس) خلفا للدبلوماسي الموزمبيقي فرانسيسكو ماديرا، الذي شغل المنصب منذ عام 2015.
.
وهو باحث ومؤلف لخمسة كتب عن السياسة والجغرافيا السياسية.